# 马里涅拉耶
马里涅拉耶（法語：Marigné-Laillé，法語發音：[maʁiɲe laje]）是法国萨尔特省的一个市镇，属于勒芒区。

## 地理
马里涅拉耶（47°49'8"N, 0°20'23"E）面积32.73 平方千米，位于法国卢瓦尔河地区大区萨尔特省，该省份为法国西北部内陆省份，北起顺时针与奥恩省、厄尔-卢瓦省、卢瓦-谢尔省、安德尔-卢瓦尔省、曼恩-卢瓦尔省和马耶讷省接壤，是法国大西部的入口，连接卢瓦尔河谷、布列塔尼和巴黎盆地。
与马里涅拉耶接壤的市镇（或旧市镇、城区）包括：圣马尔杜蒂耶、博蒙皮耶德伯夫、埃科穆瓦、马耶。

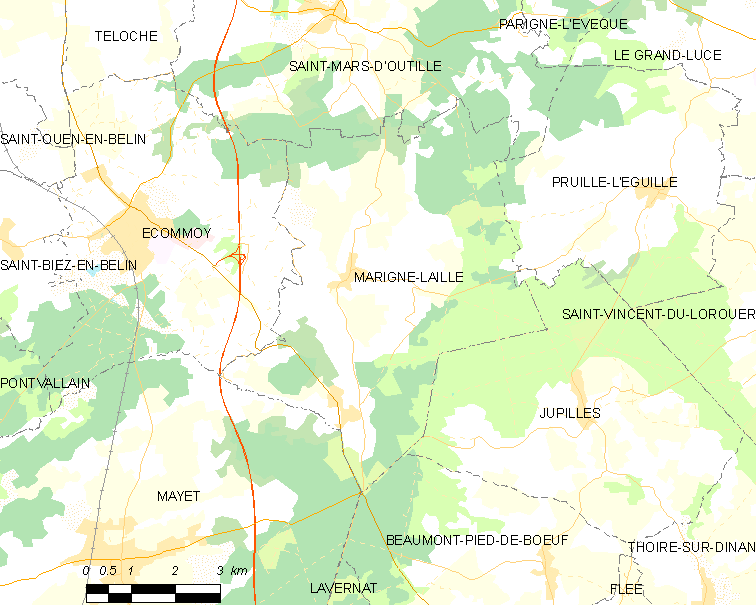
马里涅拉耶的OSM定位图

马里涅拉耶的时区为UTC+01:00、UTC+02:00（夏令时）。

## 行政
马里涅拉耶的邮政编码为72220，INSEE市镇编码为72187。

## 政治
马里涅拉耶所属的省级选区为埃科穆瓦县。

## 人口

1962-2008年间马里涅拉耶人口变化图示

马里涅拉耶于2022年1月1日时的人口数量为1618人。